# Interruttore crepuscolare
Un interruttore crepuscolare è un dispositivo che permette l'attivazione automatica di un circuito di illuminazione al calare della luce naturale di un ambiente. Tra i molteplici utilizzi, il più comune è quello di permettere l'illuminazione automatica di strade, scale, giardini, cortili al calare della radiazione solare durante, appunto, il crepuscolo.
Un circuito realizzato con interruttore crepuscolare necessita nella maggior parte dei casi di altri componenti, come relè o teleruttori, per poter gestire una potenza elettrica maggiore.

## Caratteristiche tecniche

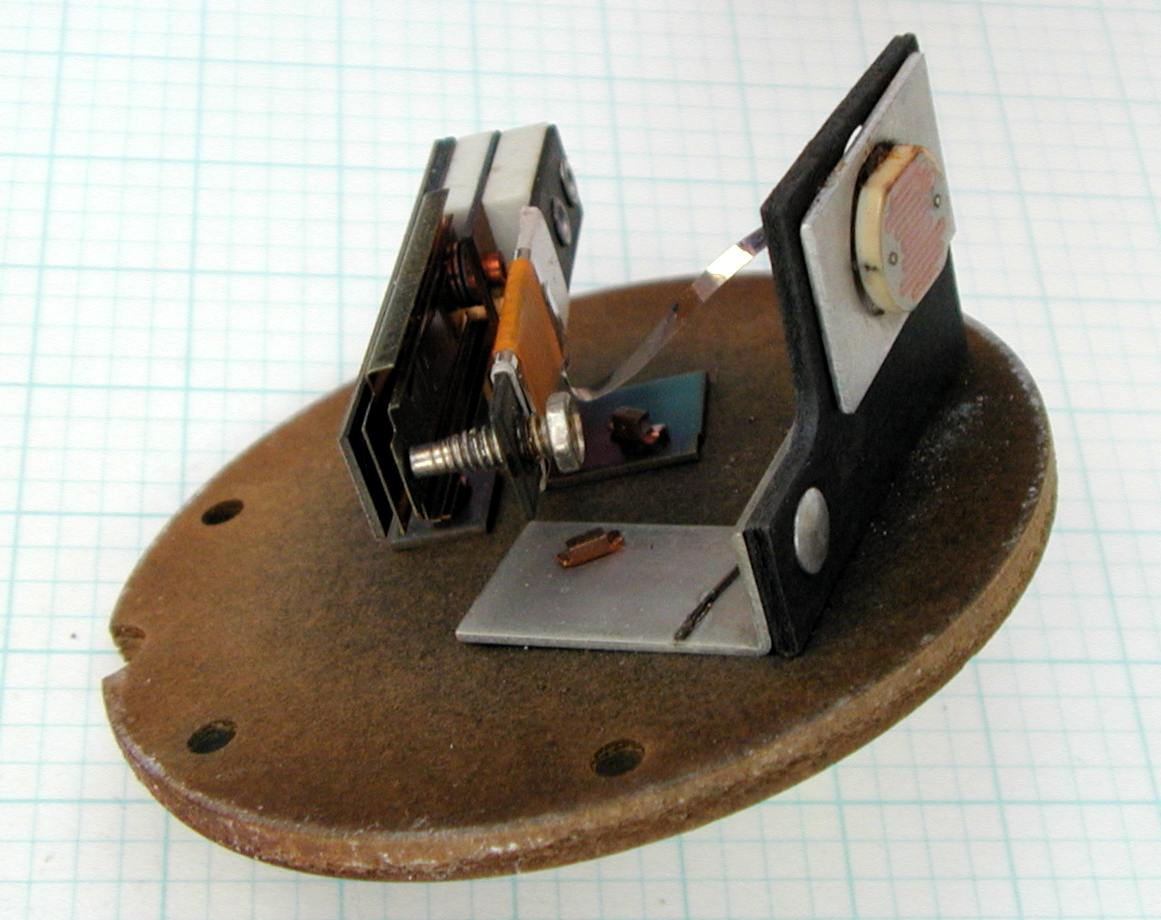
Interruttore crepuscolare elettromeccanico

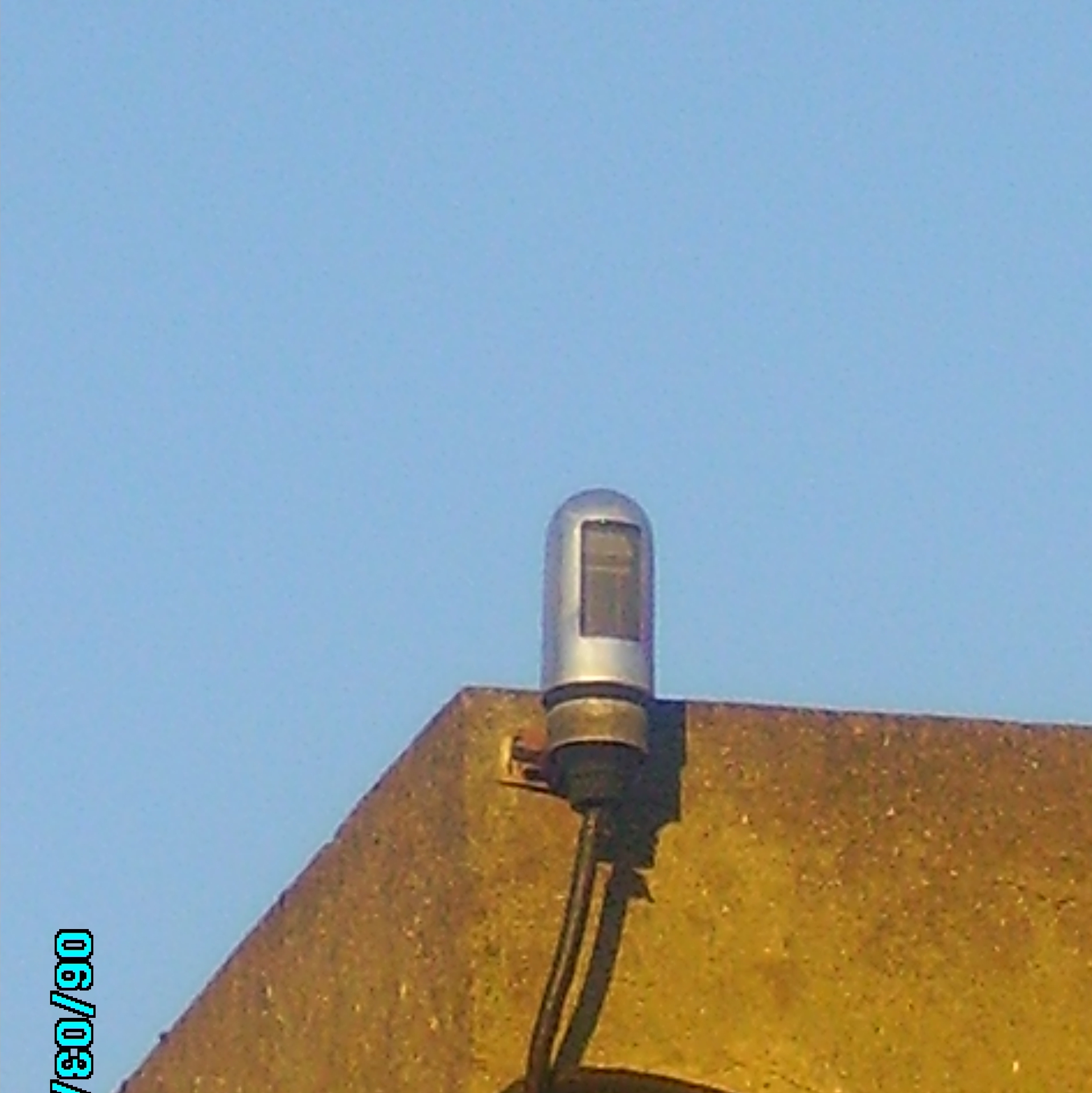
Sonda posizionata nella parte alta di un muro

Tramite una fotoresistenza che rileva la quantità di luce che illumina un ambiente, il circuito elettrico provvederà a chiudere o ad aprire un contatto elettrico, permettendo di attivare il sistema di illuminazione. Generalmente viene infatti sfruttata l'illuminazione solare che colpisce direttamente la fotoresistenza, ottenendo l'effetto di una lampadina che si accende in automatico al crepuscolo per poi spegnersi, sempre in automatico, alle prime luci dell'alba. Grazie a questo sistema vengono a crearsi molteplici esempi di utilizzo, come la simulazione di presenza, dove l'interruttore crepuscolare prevede al funzionamento ad intermittenza del circuito di illuminazione proprio per simulare il passaggio di persone non fisicamente presenti. 
Modelli sempre più innovativi permettono una maggiore sensibilità alla luce solare. Ci sono modelli nei quali si possono regolare i lux tramite un trimmer per far intervenire l'interruttore quando c'è molta o poca oscurità, impostare il ritardo per l'accensione e lo spegnimento e ci sono modelli che non si attivano in presenza di una luce artificiale anziché naturale. Altri modelli ancora permettono invece una programmazione oraria, implementando la funzione di spegnimento automatico indipendentemente dalle condizioni di illuminazione.
Gli interruttori crepuscolari più usati sono di tipo elettromeccanico che si differenziano da quelli di tipo elettronico per l'utilizzo di relè pilotati già integrati nel circuito, permettendo di collegare direttamente piccoli carichi (ad esempio una singola lampada).
Gli interruttori crepuscolari vengono commercializzati nelle forme più disparate, in modo tale da adattarsi ad ogni esigenza. Possono infatti variare dalla forma di un portalampada a quella di una scatoletta parallelepipeda.
Bisogna fare attenzione al numero di lampade che verranno alimentate dal dispositivo e alla loro potenza in watt richiesta, seguendo le istruzioni annotate sul manuale d'uso, per evitare così un pericoloso sovraccarico di corrente sui contatti del relè di attuazione, infatti nel caso in cui si necessiti il collegamento di carichi più pesanti sarà necessario l'utilizzo di un teleruttore.
Nell'illuminazione stradale, ad esempio, si utilizza un teleruttore che attiva altri teleruttori per l'accensione di molte lampade, poiché solo le singole bobine dei contattori in parallelo superano il carico sopportabile dall'interruttore crepuscolare.

## Vantaggi
Il vantaggio principale derivante dall'uso di un interruttore crepuscolare è il notevole risparmio energetico che questo comporta, unito alla comodità della non necessaria programmazione giornaliera, autoregolandosi di fatto con la luce solare.